# Wim Ruessink
Wim Ruessink, né le 22 mars 1965, est un musicien et compositeur néerlandais, dont les instruments de prédilection sont l'orgue et le carillon. 

## Formation
Il a étudié au conservatoire de Twente où il a notamment étudié l'orgue. Il a ensuite suivie une formation de carillonneur à l'école néerlandaise de carillon (nl) à Amersfoort.

## Compositeur
Ruessink compose depuis 1986, en particulier (mais pas seulement) de la musique religieuse. Entre 1986 et 2005, il a composé une cinquantaine d'œuvres.